# Campeonato Sub-20 de la OFC 1992
El Campeonato Sub-20 de la OFC 1992 se jugó del 22 al 30 de agosto en Papeete, Tahití y contó con la participación de 5 selecciones juveniles de Oceanía.
Nueva Zelanda ganó el título por segunda ocasión tras ser el que sumó más puntos en el torneo. 
Australia no participó por ser la sede de la Copa Mundial de Fútbol Sub-20 de 1993

## Participantes
| - Fiyi - Nueva Zelanda | - Papúa Nueva Guinea - Tahití (anfitrión) | - Vanuatu |

## Fase final
| País               | J | G | E | P | GF | GC | GD | Pts |
| ------------------ | - | - | - | - | -- | -- | -- | --- |
| Nueva Zelanda      | 4 | 4 | 0 | 0 | 8  | 1  | +7 | 8   |
| Tahití             | 4 | 2 | 1 | 1 | 6  | 4  | +2 | 5   |
| Fiyi               | 4 | 2 | 0 | 2 | 11 | 7  | +4 | 4   |
| Vanuatu            | 4 | 1 | 1 | 2 | 4  | 9  | –5 | 3   |
| Papúa Nueva Guinea | 4 | 0 | 0 | 4 | 3  | 11 | –8 | 0   |

| 22 agosto | Vanuatu            | 2–1 | Papúa Nueva Guinea |
|           | Fiyi               | 1–2 | Nueva Zelanda      |
| 24 agosto | Papúa Nueva Guinea | 1–5 | Fiyi               |
|           | Nueva Zelanda      | 1–0 | Tahití             |
| 26 agosto | Fiyi               | 1–3 | Tahití             |
|           | Vanuatu            | 0–3 | Nueva Zelanda      |
| 28 agosto | Tahití             | 1–1 | Vanuatu            |
|           | Nueva Zelanda      | 2–0 | Papúa Nueva Guinea |
| 30 agosto | Papúa Nueva Guinea | 1–2 | Tahití             |
|           | Vanuatu            | 1–4 | Fiyi               |

## Campeón
| Campeonato Sub-20 de la OFC 1992 |
| -------------------------------- |
| Bandera de Nueva Zelanda         |
| Nueva Zelanda 2º Título          |

## Repechaje Mundialista
Nueva Zelanda fracasó en su intento por clasificar a la Copa Mundial de Fútbol Sub-20 de 1993 a jugarse en Australia luego de quedar en último lugar en su grupo en el Campeonato Juvenil de la AFC 1992 luego de perder todos sus partidos, anotando 2 goles y recibiendo 13. A pesar de eso, se convirtió en el primer equipo masculino de Oceanía en participar en un torneo organizado por la Confederación Asiática de Fútbol.